# Plançó (joc)
El plançó és un joc d'estratègia matemàtic per a dos jugadors o més. És molt simple, ja que per a jugar-hi només es necessita un full de paper i un llapis.

## Regles
El plançó és un joc de competició matemàtic entre dues persones que consisteix d'anar fent línies entre dos punts. Guanya l'últim jugador que sigui capaç d'unir dues línies entre dos punts.
Sembla fàcil, però en realitat és un joc en què s'ha de pensar, ja que té unes regles molt específiques:
- Les línies no poden creuar-se per cap motiu.
- A cada línia s'hi ha d'afegir un punt.
- Si de cada punt surten tres línies, no se'n pot afegir més.
- Es poden dibuixar línies entre dos punts útils o entre un punt i ell mateix, si d'aquest només surt una línia o no en surt cap.
- El joc s'acaba quan ja no es poden fer més moviments i guanya el jugador que hagi aconseguit fer l'últim moviment.

El joc tindrà un mínim i un màxim de jugades depenent dels punts inicials amb els quals es juguin.
Aquí tenim la taula d'alguns casos: 
| Punts de sortida | Mínim de jugades | Màxim de jugades | Punts finals (mínim) | Punts finals (màxim) |
| 1                | 2                | 2                | 3                    | 3                    |
| 2                | 4                | 5                | 6                    | 7                    |
| 3                | 6                | 8                | 9                    | 11                   |
| 4                | 8                | 11               | 12                   | 15                   |
| 5                | 10               | 14               | 15                   | 19                   |
| 6                | 12               | 17               | 18                   | 23                   |
| ---------------- | ---------------- | ---------------- | -------------------- | -------------------- |

El terme general de la successió és:
Per al mínim de jugades: an = n.2
Per al màxim de jugades: an = n.3 - 1
Per al màxim de punts finals: an = n + (n.3 - 1)